# Роккамонтеп'яно
Роккамонтеп'яно (італ. Roccamontepiano) — муніципалітет в Італії, у регіоні Абруццо,  провінція К'єті.
Роккамонтеп'яно розташований на відстані близько 145 км на схід від Рима, 65 км на схід від Л'Аквіли, 12 км на південь від К'єті.
Населення — 1737 осіб (2014).
Щорічний фестиваль відбувається 16 серпня. Покровитель — святий Рох.

## Демографія
Населення за роками:

Станом на 1 січня 2023 року в муніципалітеті офіційно проживало 66 іноземців з 21 країни, серед них 31 громадянин країн Євросоюзу та 2 громадяни України.

## Сусідні муніципалітети
- Букк'яніко
- Казалінконтрада
- Фара-Філіорум-Петрі
- Преторо
- Серрамоначеска